# Buster (fumetto)
Buster è una serie a fumetti creata da Reg Smythe nel 1960, pubblicata nel Regno Unito fino al 2000.

## Storia editoriale
Il personaggio nacque su autorizzazione e progetto di Reg Smythe e la relativa serie a fumetti venne ideata e disegnata inizialmente da Bill Titcombe e pubblicata nel Regno Unito su una testata omonima edita dal 1960 al 2000 dalla Fleetway.
Titcombe venne presto sostituito da Hugh McNeill che realizzò sia la serie a fumetti principale, The Daydreams of Buster che lo spin-off, Buster's Good Deeds, fino al 1962 quando venne sostituito da Angel Nadal (disegni) e Leo Baxendale (testi) che realizzarono la serie Buster's Diary fino al 1968, quando questa serie venne sostituita lo stesso anno con Buster's Dreamworld, serie pubblicata fino al 1974 scritta da Nobby Clark.
In Italia verrà pubblicato negli anni sessanta dal Corriere dei Piccoli col nome di Gigi Peste e, successivamente, nel 1971 la casa editrice S.B.G. di Renato Bianconi lo pubblicò in un pocket autonomo coi disegni riadattati e ribattezzandolo Poldino; nel 1976 l'editore Piero Dami pubblicò il volume "Buster" con tavole di Leo Baxendale, autore della serie di vignette a metà degli anni sessanta.

## Personaggio
A seguito del successo della serie a fumetti di Andy Capp, Reg Smythe non portò avanti altri progetti lavorativi a eccezione di Buster, un personaggio che ideò nel 1960 e che divenne protagonista di una serie propria pubblicata dal 1960 al 2000; il personaggio inizialmente era presentato come figlio di Andy Capp ma la relazione, da metà degli anni sessanta in poi, scomparve e il personaggio divenne indipendente dall'altra serie. La serie a fumetti di Buster ebbe una maggiore caratterizzazione delle ambientazioni rispetto a quella di Andy Capp, mostrando infatti strade trafficate, scuole, latterie, cabine telefoniche che non furono mai presenti nelle strisce di Andy Capp. Il personaggio di Buster è un ragazzino pestifero che riprende atteggiamenti tipici di Andy come le mani sempre in tasca e il berretto a quadri che nasconde gli occhi e, come Andy, è un simpatico sbruffone facilmente incline alla rissa tanto da sembrare più un Andy da ragazzo che suo figlio.